# Wasyl Iwanyszyn
Wasyl Iwanyszyn (ur. 23 marca 1944 w Zełenym Haju, zm. 8 maja 2007 w Drohobyczu) – ukraiński działacz nacjonalistyczny, literaturoznawca, krytyk literacki, politolog, docent Państwowego Uniwersytetu Pedagogicznego w Drohobyczu, twórca nacjonalistycznej organizacji „Tryzub”.

## Życiorys
Jego rodzicami byli stolarz Petro Iwanyszyn, w czasie wojny dowódca placówki Służby Bezpeky oraz Katarzyna Iwanyszyn – łączniczka OUN i UPA.
W 1958 r. ukończył szkołę podstawową, następnie szkołę wieczorową, i wreszcie 3-letnią służbę wojskową, kończąc ją w stopniu starszego sierżanta.
W latach 1968–1972 studiował filologię ukraińską na Państwowym Uniwersytecie Pedagogicznym w Drohobyczu, kończąc studia z wyróżnieniem. Od 1973 do śmierci pracował na Uniwersytecie.
W roku 1990 był współzałożycielem i naczelnym redaktorem Wydawnictwa „Widrodżennja”. W 1993 r. był założycielem organizacji „Tryzub”.

## Twórczość
Był autorem kilkuset opracowań i artykułów prasowych, oraz 10 książek:
- Українська Церква і процес національного відродження (1990)
- Мова і нація (wspólnie z J. Radewyczem-Wynnyckim, 1990, 1991, 1992, 1994, 2004)
- Нація. Державність. Націоналізм (1992)
- Українська ідея і перспективи націоналістичного руху (2000)
- Непрочитаний Шевченко (2001)
- Вибір нації-2002 (2002)
- На розпутті велелюднім (2003)
- Жерці імпрези (2003)
- Пізнання літературного твору (wspólnie z P. Iwanyszynem, 2003)
- Тезаурус до курсу «Теорія літератури»  (2007).